# Квалья, Джероламо
Джероламо Квалья (итал. Gerolamo Quaglia; 8 февраля 1902, Сан-Пауло, Бразилия — 11 ноября 1985, Генуя, Италия) — итальянский борец греко-римского стиля, бронзовый призёр Олимпийских игр  

## Биография
На Летних Олимпийских играх 1924 года в Париже боролся в весовой категории до 62 килограммов (полулёгкий вес). Соревнования проводились по системе с выбыванием после двух поражений и в них участвовали 27 борцов. Места определялись по количеству побед. Продолжительность схватки была ограничена 20 минутами; в случае, если победитель не был выявлен, назначался шестиминутный овертайм борьбы в партере.
Квалья, проиграв в первых же двух встречах, из дальнейшей борьбы выбыл. 
| Выступление на Олимпийских играх 1924 года | Выступление на Олимпийских играх 1924 года | Выступление на Олимпийских играх 1924 года | Выступление на Олимпийских играх 1924 года | Выступление на Олимпийских играх 1924 года | Выступление на Олимпийских играх 1924 года | Выступление на Олимпийских играх 1924 года |
| Круг                                       | Соперник                                   | Страна                                     | Результат                                  | Баллы                                      | Всего баллов                               | Время схватки                              |
| ------------------------------------------ | ------------------------------------------ | ------------------------------------------ | ------------------------------------------ | ------------------------------------------ | ------------------------------------------ | ------------------------------------------ |
| 1                                          | Франтишек Диршмидт                         | Чехословакия                               | Поражение По очкам                         |                                            |                                            | 20:00                                      |
| 2                                          | Эге Торгенсен                              | Дания                                      | Поражение Туше                             |                                            |                                            | 5:30                                       |

На Летних Олимпийских играх 1928 года в Антверпене боролся в весовой категории до 62 килограммов (полулёгкий вес). На этих играх был введён регламент, в соответствии с которым борец получал в схватках штрафные баллы. Набравший 5 штрафных баллов спортсмен выбывал из турнира. В полулёгком весе борьбу вели 20 борцов
К финальной части турнира Квалья, проиграв в пятом круге Карою Карпати (который после этой победы из турнира выбыл, набрав 5 штрафных очков), не мог уже рассчитывать на золотую медаль, а во встрече за «серебро»  уступил, оставшись на третьем месте 
| Выступление на Олимпийских играх 1928 года | Выступление на Олимпийских играх 1928 года | Выступление на Олимпийских играх 1928 года | Выступление на Олимпийских играх 1928 года | Выступление на Олимпийских играх 1928 года | Выступление на Олимпийских играх 1928 года | Выступление на Олимпийских играх 1928 года |
| Круг                                       | Соперник                                   | Страна                                     | Результат                                  | Баллы                                      | Всего баллов                               | Время схватки                              |
| ------------------------------------------ | ------------------------------------------ | ------------------------------------------ | ------------------------------------------ | ------------------------------------------ | ------------------------------------------ | ------------------------------------------ |
| 1                                          | Бенджамин Арехо                            | Португалия                                 | Победа Туше                                | 0                                          | 0                                          |                                            |
| 2                                          | Йоханнес Нолтен мл.                        | Нидерланды                                 | Победа Туше                                | 0                                          | 0                                          |                                            |
| 3                                          |                                            |                                            |                                            |                                            |                                            |                                            |
| 4                                          | Саим Арикан                                | Турция                                     | Победа Туше                                | 0                                          | 0                                          |                                            |
| 5                                          | Карой Карпати                              | Венгрия                                    | Поражение По очкам                         | -3                                         | -3                                         |                                            |
| 6                                          | Эрик Мальмберг                             | Швеция                                     | Поражение Туше                             |                                            |                                            |                                            |

В дальнейшем оставался в спорте, тренировал сборную Италии, так, под его руководством Пьетро Ломбарди в 1948 году стал чемпионом олимпийских игр. 
Умер в 1985 году.